# Julia Teves Quispe
Julia Teves Quispe (Urcos, 1 de julio de 1972) es una educadora y política peruana. Fue congresista de la república por el departamento del Cusco en el periodo 2011-2016.

## Biografía
Julia Teves nació en la ciudad de Urcos, capital de la provincia de Quispicanchi en el departamento de Cusco, el 1 de julio de 1972.
Entre 1989 y 1993 estudió la carrera de educación en la Universidad Nacional San Antonio Abad del Cusco y, entre el 2004 y el 2006, la maestría de educación en la Universidad Católica de Santa María de la ciudad de Arequipa.
Fue directoria de Bienestar Universitario en la Universidad Nacional Micaela Bastidas de Apurímac entre el 2003 y el 2004. Fue catedrática en la Escuela Superior Autónoma de Bellas Artes del Cusco entre el 2007 el 2011, de la Universidad José Carlos Mariátegui de Moquegua en el 2010 y en la Universidad Nacional de San Antonio Abad del Cusco desde el año 2005. Adicionalmente fue miembro del directorio de la Sociedad de Beneficencia Pública del Cusco entre el 2005 y el 2006.

## Trayectoria política
Fue miembro del Partido Nacionalista Peruano de Ollanta Humala, desde el año 2006, y participó sin éxito en las elecciones regionales del año 2010 como candidata a consejera regional por la provincia de Quispicanchi por la Gran Alianza Nacionalista Cusco, formada por el Partido Nacionalista Peruano y el Movimiento Regional Tawantinsuyo.

### Congresista por Cusco
En las elecciones parlamentarias del año 2011, Julia Teves postuló al Congreso de la República por la alianza Gana Perú y fue elegida como congresista de la república por el departamento del Cusco, obteniendo 30,971 votos, para el periodo parlamentario 2011-2016.
En el año 2015, Julia Teves fue denunciada por una trabajadora suya del Congreso de haberla abandonado tras haber sido atropellada por un miembro de su seguridad.
Tras culminar su gestión como congresista en el año 2016, Julia Teves dejó las filas del Partido Nacionalista Peruano en el año 2019. Posteriormente en 2020 se integró al partido Podemos Perú y participó luego en las elecciones parlamentarias del 2021 para nuevamente ser congresista, siendo esta vez por la circunscripción de Lima Metropolitana. Sin embargo, su candidatura obtuvo solamente 1,248 votos de preferencia.
Actualmente se encuentra afiliada al partido político Alianza para el Progreso desde septiembre del 2021.